# 卡莉·弗拉纳根
卡莉·弗拉纳根（英語：Kali Flanagan，1995年9月19日—），美国女子冰球运动员，场上位置是后卫。她曾代表美国国家队参加2018年冬季奥林匹克运动会冰球比赛，获得一枚金牌。